# Goteo (Duki)
Goteo è un singolo del rapper argentino Duki, pubblicato il 7 agosto 2019 come secondo estratto dal primo album in studio Súper sangre joven.

## Remix
Goteo Remix è il remix del brano, che vede la collaborazione del produttore discografico statunitense Ronny J e dei rapper Pablo-Chill-E, Capo Plaza, C.R.O. e Asan. Il remix è stato pubblicato il 24 gennaio 2020.

## Tracce
1. Goteo – 3:04
2. Goteo (Remix) – 4:39